# Adamello Collini
Girolamo Adamello Luglio Collini (geboren 19. Juli 1890 in Pinzolo; gestorben 12. Februar 1945 im KZ Melk) war ein italienischer Bergführer, Hüttenwirt und NS-Opfer.

## Leben
Adamello Collini, genannt Mello, war der Sohn des Bergführers Libero Collini und seiner Ehefrau Fortunata Perini. Von seinem Vater erbte er die Liebe zu den Bergen. Als er 21 Jahre alt war, machte er seine Prüfung zum Bergführer. Danach ging er für einige Jahre nach Amerika. Im Sommer 1914 kehrte er zurück. Auf der Überfahrt nach Europa erreichte ihn die Nachricht vom Ausbruch des Ersten Weltkrieges. Bei seiner Ankunft in Frankreich wurde er als österreichisch-ungarischer Staatsbürger interniert. Anschließend verbrachte er 40 Monate in einem Internierungslager. Nach seiner Freilassung kehrte er über die Schweiz zu Fuß in seine Heimat in das Rendenatal zurück. 1922 kam sein erstgeborener Sohn Liberio Collini zur Welt. Aus seiner Ehe mit Fiorentina Micheli  gingen noch ein weiterer Sohn und zwei Töchter hervor.
Anfang der 1930er Jahre begann Collini mit dem Bau einer Schutzhütte in dem zwischen der Adamello- und Presanellagruppe gelegenen Val di Genova. Noch vor ihrer Fertigstellung wurde die Hütte von einer Lawine mitgerissen. An einer geschützteren Stelle unweit der zerstörten Hütte erbaute er mit den letzten Ersparnissen eine zweite Schutzhütte, die 1932 als Rifugio Bédole eingeweiht wurde. Die Familie Collini bewirtschaftete bereits die oberhalb des Rifugio Bédole gelegene Mandronhütte, die 1879 von der Sektion Leipzig des Deutschen und Oesterreichischen Alpenvereins errichtet worden war.
Nach der Verkündung des italienischen Waffenstillstandes mit den Alliierten am 8. September 1943 wurde die Provinz Trient in die Operationszone Alpenvorland eingegliedert. Ab Frühjahr 1944 wurde das abgelegene Val di Genova als Fluchtweg in Richtung Schweiz von Wehrmachtsdeserteuren, abgeschossenen britischen und US-amerikanischen Piloten, Antifaschisten und Juden genutzt. Zusammen mit anderen Gleichgesinnten organisierte Collini ihre Flucht über die umliegenden Berge. Mehrere hundert Flüchtlinge konnte er in den folgenden Monaten auf ihrer Flucht helfen. Den deutschen Sicherheitskräften blieb die Flüchtlingsbewegung allerdings nicht verborgen. Anfang September 1944 kundschafteten im Auftrag der Feldgendarmerie von Tione, vier sich als Wehrmachtsdeserteure ausgebende SS-Angehörige das Tal aus. Weder im Rifugio Bédole noch auf der Mandronhütte verweigerte man den vermeintlichen Wehrmachtsdeserteuren die Hilfe.
Am Nachmittag des 25. September 1944 drangen fünf SS-Angehörige mit Waffengewalt in das Rifugio Bédole ein und verhafteten Adamello Collini. Sein Sohn Remo wurde gezwungen noch in der gleichen Nacht mit zwei SS-Männern zur Mandronhütte aufzusteigen. Dort wurden die Helfer Bortolo Donati und Attilio Serini ebenfalls verhaftet und anschließend zum Rifugio Bédole geführt. Am Tag darauf wurden die Verhafteten von der SS verhört. Obwohl Attilio Serini brutal zusammengeschlagen und mit dem Tode bedroht wurde, gestand er nicht. Collini gab dagegen offen zu, dass er aus christlicher Nächstenliebe niemanden in den Bergen seine Hilfe verweigere. Nach einem Zwischenstopp in Tione wurde Adamello Collini am 28. September 1944 an das Durchgangslager Bozen überstellt. Nach fast zwei Monaten Aufenthalt in Bozen wurde er am 20. November 1944 in das KZ Mauthausen deportiert. Dort wurde er am 21. November mit der Häftlingsnummer 110444 registriert. Vom KZ Mauthausen wurde Collini zu einem unbekannten Zeitpunkt in das Nebenlager Melk verlegt. Dort verstarb er am 12. Februar 1945. Sein Schicksal teilten die beiden Mitgefangenen Bortolo Donati (Häftlingsnummer 110253), der am 21. Februar 1945 im KZ Melk verstarb und Attilio Serini, der am 4. Mai 1945 im KZ Mauthausen umkam.
Am 27. Juli 2000 wurde Adamello Collini mit der Zivil-Verdienstmedaille in Gold ausgezeichnet. Ihm gewidmet ist die von ihm errichtete und von seinen Nachkommen geführte Schutzhütte Rifugio Adamello Collini „Al Bédole“.